# De Buurtpolitie: De Tunnel
De Buurtpolitie: De Tunnel is een Vlaamse actiefilm uit 2018, geregisseerd door Dennis Vanslembrouck. De film is gebaseerd op de scripted realityreeks Echte Verhalen: De Buurtpolitie die sinds 2014 op VTM wordt uitgezonden.
De film werd opgenomen in 11 dagen.

## Verhaal
De film is gebaseerd op een waargebeurd verhaal.
Terwijl de buurtpolitie een diefstal van een dynamiet uit een legerkazerne onderzoekt, wordt het korps ook geconfronteerd met klachten over grondtrillingen in een wijk. Dieren worden onrustig en mensen kunnen er niet van slapen. De agenten gaan op onderzoek maar staan voor een raadsel. Tot ze in diezelfde wijk op een lange, diepe tunnel stuiten.
Eric en Brigitte gaan de tunnel in om meer informatie in te winnen. Echter heeft Brigitte last van claustrofobie en er komt een ontploffing. De grote vraag is komen de rechercheurs hier levend vanaf.
Uiteindelijk worden Eric en Brigitte bevrijd. Ze worden allebei naar het ziekenhuis gebracht. Eric mag nadat hij is onderzocht snel het ziekenhuis verlaten. Brigitte is er erg aan toe. Uiteindelijk zal zij ook herstellen.
Barry, de politiehond wordt ontvoerd. Uiteindelijk lukt het korps om Barry te vinden en de daders te overmeesteren.

## Rolverdeling

### Hoofdrollen
| Acteur             | Personage           | Functie             |
| ------------------ | ------------------- | ------------------- |
| Andy Peelman       | Koen Baetens        | Inspecteur          |
| Nicoline Hummel    | Tineke Schilebeeckx | Hoofdinspecteur     |
| Ilse La Monaca     | Brigitte Broeckx    | Rechercheur         |
| Manoe Frateur      | Eric Buelens        | Rechercheur         |
| Ianthe Tavernier   | Floor Lommelen      | Inspecteur          |
| Dorien Reynaert    | Femke Van Acker     | Inspecteur          |
| Johan Kalifa Bals  | Obi Basu            | Inspecteur          |
| Souliman De Croock | Aziz Souliman       | Inspecteur-stagiair |
| Henny Seroeyen     | Robin Verhaegen     | Inspecteur          |
| Tim Ost            | Tom Vaneetvelde     | Inspecteur          |
| Willy Herremans    | Roger Berckmans     | Commissaris         |
| Eric Peeters       | Patrick Tilkens     | Onthaal             |

### Bijrollen
| Acteur            | Personage    | Info         |
| ----------------- | ------------ | ------------ |
| Marc Grondelings  | Carl         | Crimineel    |
| Dirk Belloy       | Luc          | Crimineel    |
| Luc De Rick       | Stafke       | Dorpsbewoner |
| Peter Schoenaerts | Tom Decoster | Pastoor      |